# Io sono l'amore
I Am Love (en italiano: Io sono l'amore) es una película italiana de 2009 dirigida por Luca Guadagnino. 
El elenco está encabezado por Tilda Swinton como Emma Recchi. 
Los coproductores Swinton y Guadagnino desarrollaron la película juntos a lo largo de un período de 11 años.
La película se estrenó en Estados Unidos en el Festival de Cine de Sundance 2010, así como en el Festival de Cine de Venecia y el Festival de Cine de Toronto.
El título está tomado de una línea de La Mamma Morta, el aria de la ópera Andrea Chénier que sale en la película Philadelphia (protagonizada por Tom Hanks y Denzel Washington), en una escena que Emma está viendo mientras está en su cama con su esposo. 
La banda sonora de la película utiliza composiciones de John Adams.

## Sinopsis
Una trágica historia de amor fijada en el cambio de milenio en Milán. La película sigue la caída de la alta burguesía debido a las fuerzas de la pasión y el amor incondicional.

## Elenco
- Tilda Swinton como Emma Recchi.
- Flavio Parenti como Edoardo Recchi Jr.
- Edoardo Gabbriellini como Antonio Biscaglia.
- Alba Rohrwacher como Elisabetta Recchi.
- Pippo Delbono como Tancredi Recchi.
- Maria Paiato como Ida Roselli.
- Diane Fleri como Eva Ugolini.
- Waris Ahluwalia como Shai Kubelkian.
- Marisa Berenson como Allegra Recchi.
- Gabriele Ferzetti como Edoardo Recchi Sr.

|                |
| Tilda Swinton. |

## Taquilla
A partir del 2 de diciembre de 2010, la película recaudó $5,005,465 en América del Norte y a partir del 28 de noviembre de 2010, recaudó $5,392,509 en otros territorios, haciendo un total de $10,397,974.